# Deep Space Network
| Deep Space Network                                         | Deep Space Network                              |
| ---------------------------------------------------------- | ----------------------------------------------- |
| Antena DSN em Goldstone Deep Space Communications Complex. |                                                 |
| Organização                                                | Interplanetary Network Directorate (NASA / JPL) |
| Coordenadas                                                | 34° 12′ N, 118° 10′ O                           |
| Website                                                    | Deep Space Network                              |
| Radiotelescópios                                           |                                                 |
| Goldstone Deep Space Communications Complex                | Barstow, Califórnia, Estados Unidos             |
| Madrid Deep Space Communications Complex                   | Robledo de Chavela, Espanha                     |
| Canberra Deep Space Communications Complex                 | Próximo a Camberra, Austrália                   |

A Rede de Espaço Profundo ou Deep Space Network - DSN é uma rede de antenas internacionais com a função de realizar comunicações e monitoramento com as diversas naves espaciais no espaço. Estas antenas também são utilizadas para as naves em órbitas da Terra.
A DSN faz parte do JPL, Jet Propulsion Laboratory, Laboratório de Jato-Propulsão da NASA.
Constitui-se de um conjunto de três localidades, dispostas em um ângulo aproximado de 120º em torno do globo terrestre. São elas, Goldstone, na California situado no Deserto de Mojave; uma locação próximo a Madrid, na Espanha e a última em Camberra, na Austrália.
Estas localidades estratégicas permitem constantemente observar as naves espaciais enquanto a Terra gira em torno de seu eixo e torna o DSN o maior e mais sensível centro de telecomunicações do mundo.
- GDSCC,Barstow, Califórnia,  Estados Unidos,(35° 25' 36" N 116° 53' 24" O)
- MDSCC,Robledo de Chavela,  Espanha,(40° 25' 53" N 4° 14' 53" O)
- CDSCC,Camberra,  Austrália,(35° 24' 05" S 148° 58' 54" E)

## Futuro
A nova estrutura da Deep Space Network em Camberra, Austrália,  promete trazer inovações nunca antes vistas neste campo entra em funcionamento em 2029.
A Deep Space Station 33, será uma antena de guia de ondas de feixe multifrequência.
Tem 34 metros de largura e a maior parte da sua estrutura estará escondida no subsolo, onde existirá um  pedestal de betão que albergará eletrónica avançada e recetores num espaço climatizado.